# Кольпхум
Кольпхум (система «двух костей и трёх степеней», кор. кольпху́м джедо́, хангыль: 골품제도; ханча: 骨品制度) — система аристократических рангов, использовавшаяся в древнекорейском королевстве Силла. Она использовалась для разделения общества, и особенно слоев аристократии, на основе их наследственной близости к трону и уровня власти, которой им было разрешено обладать. Идея королевской крови в других обществах является близким аналогом идеи «священной кости» в мысли Силла.
Ранг костей был строго наследственным и, таким образом, действовал как кастовая система. Ученый Ли Ки-байк[уточнить] (1984, с.43) считает, что он, вероятно, был принят как часть административного закона, привезенного из Китая и обнародованного ваном Попхыном в 520 г. Однако это, вероятно, ничего не дало, кроме юридического факта[уточнить] того, что уже было обществом, разделенным по родословной и происхождению. Хотя только два из пяти известных рангов назывались «костяными» (골, 骨), термин «костный ранг» стал широко использоваться для описания всей системы.
Костяной статус человека регулировал не только официальный статус и брачные права, но и цвет одежды и максимальные размеры жилища и экипажа. Эти критерии подробно описаны в корейской хронике XII века Самгук саги, в частности, в её монографиях (дзи 志), книга 2 (звания и должности). Однако изображение жизни Силла в Самгук Саги часто подвергалось критике за чрезмерную статику. К сожалению, поскольку других источников мало, трудно судить о том, какие изменения могли произойти в системе рангов костей на протяжении столетий.

## Классификация

### Священная кость (сонголь)
Согласно «Самгук саги», «люди Силла разделили период от короля Хёккосе до королевы Чиндок на „священную кость“ (сонго́ль), а после короля Муёля — на „истинную кость“ (чинголь)». Наивысшим уровнем ранга кости была «священная кость», или сонголь (성골, 聖骨), иногда называемая «освящённой костью». Нет никаких конкретных записей о том, чем именно установлено различие между «священной костью» и «истинной костью», но общепризнано, что только самые ранние короли назывались Сонголь. Из-за этой закрытой кастовой системы, когда у короля Джинпхёна не было сына, которому он мог бы передать корону, королева Сондок стала первой женщиной, взошедшей на силаский трон. И после этого Ким Чун-чу, также известный как королю Муёль, вознесся к королю[что?] в статусе чинголь, и с тех пор короли чинголь занимали трон в течение 281 года до кончины Силлы.

### Истинная кость (чинголь)
Ниже священной кости находилась «истинная кость», или чинголь (진골, 眞骨). Члены истинной кости могли занимать любую официальную должность, вплоть до уровня полноправного министра. Они также могли достичь высшего должностного ранга, ибольчана (이벌찬). После того, как священный костяной ранг был упразднен при короле Муёле, только те, кто имел истинный костяной ранг, могли стать королем.

### Главные звания
Ниже «истинной кости» находились высшие ранги (두품, 頭品), из которых засвидетельствованы только 6-й, 5-й и 4-й, причем 6-й является высшим. Происхождение этих классов более низкого ранга и то, что определяло их статус как таковой, неясны и до сих пор обсуждаются учеными. Поскольку чинголям было запрещено жениться на представителях более низкого ранга, хотя они могли брать у них наложниц, вполне возможно, что одним из источников шестого ранга были дети, рожденные от союзов между отцами -чинголями и наложницами более низкого ранга. В любом случае члены шестого ранга главы могли подняться до должности вице-министра (гён, 경, 卿) и до 6-го уровня должностного ранга, ачан (아찬, 阿餐) (два высших ранга джун ачан (중아찬, 重阿餐) и саджун ачан (사중아찬, 四重阿餐) позже также были добавлены к ачану, но они все еще попадали в 6-й уровень). Члены руководителей четвертого и пятого ранга могли подняться только на второстепенные должности. Члены пятого ранга могли достичь 10-го уровня служебного ранга, дэнэма (대내마, 大奈麻), в то время как члены четвертого ранга могли достичь только 12-го уровня служебного ранга, дэса (대사, 大舍). Всего было 17 уровней должностных званий. Один ученый предположил, что «ранги три, два и один, если они когда-либо существовали формально, должны были обозначать … непривилегированное население».

## Оценки
В частности, неудовлетворенные амбиции высшего класса шестого ранга, похоже, сыграли заметную роль в политике позднего периода Силла. Многие мужчины с шестым рангом, которым запрещено подниматься слишком высоко в административной системе Силла, определяемой системой костных рангов, стремились обойти это, изучая конфуцианство (либо в Силла, либо за границей в Танском Китае), или же обратились к карьере в буддизме. Самым выдающимся из глав шестого ранга, несомненно, был Чхве Чхивон, который после блестящей карьеры в Китае вернулся в Силла только для того, чтобы увидеть, как его попытки административной реформы были отвергнуты укоренившейся аристократией. В начале 10 века зарождающееся государство Корё, пришедшее на смену Когурё, привлекло к своей бюрократии высшую интеллигенцию шестого ранга из Силла и Позднего Пэкче.
Чрезвычайная жесткость системы рангов костей, безусловно, помогла ослабить Силлу к концу периода Объединенной Силла, хотя в событиях было и множество других факторов. После падения Силла система рангов костей была полностью упразднена, хотя другие и несколько более гибкие кастовые системы сохранялись почти до конца Чосона в конце 19 века.